# VEB Polytechnik
Der VEB Polytechnik war ein Volkseigener Betrieb in Karl-Marx-Stadt, dem heutigen Chemnitz. In der DDR war der Betrieb vor allem für die Herstellung von Tageslichtprojektoren, genannt Polylux, Schüler-Experimentier-Geräte (SÜG Elektrik III, SEG-HH) für den Physikunterricht sowie den Lerncomputer Polycomputer 880 bekannt.

## Das Unternehmen

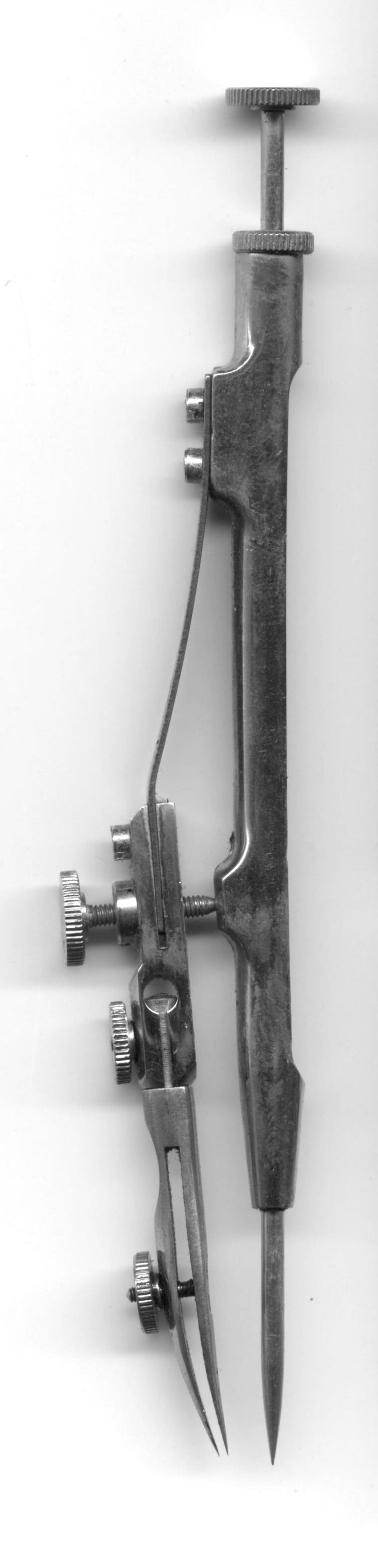
Nullenzirkel

Das Unternehmen wurde 1870 unter dem Namen Reißzeugrichter gegründet und stellte Schreibzubehör her. 1874 erfand der Gründer Emil Oskar Richter (1841–1905) den Nullenzirkel. In den späten 1960er Jahren richtete der Betrieb nach der Übernahme des Phylatex-Physikgerätewerk in Frankenberg/Sa. unter der Bezeichnung VEB Polytechnik seinen Produktionsschwerpunkt auf Tageslichtprojektoren aus. Nach der Deutschen Wiedervereinigung gingen die Reste des Betriebes auf die Polytechnik Frankenberg GmbH über.
Der VEB stellte auch den Polyplay, den einzigen Arcade-Automaten, der in der DDR produziert wurde, her.
2006 wurde auch das Unternehmen Polytechnik Frankenberg geschlossen.

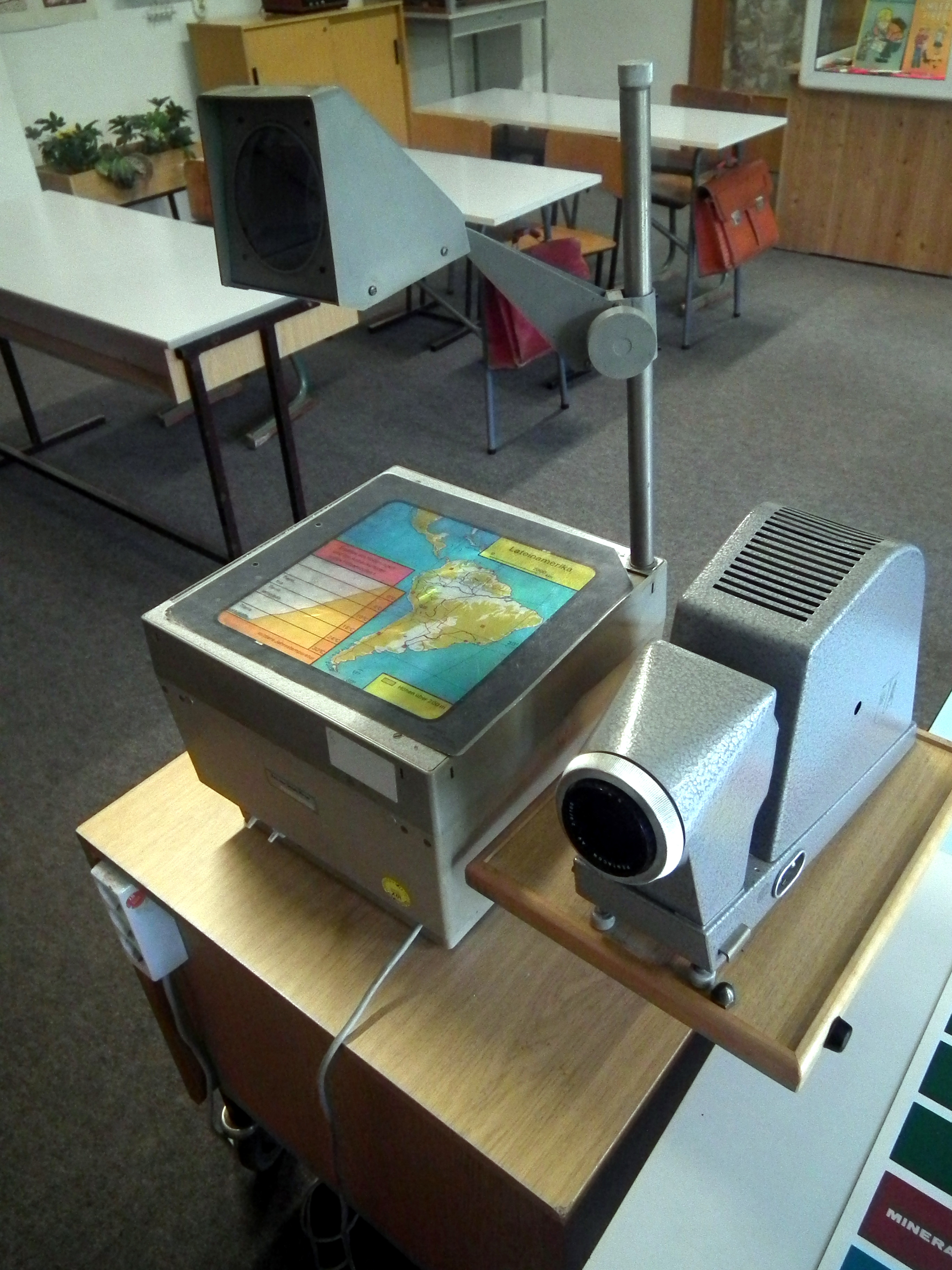
Polylux
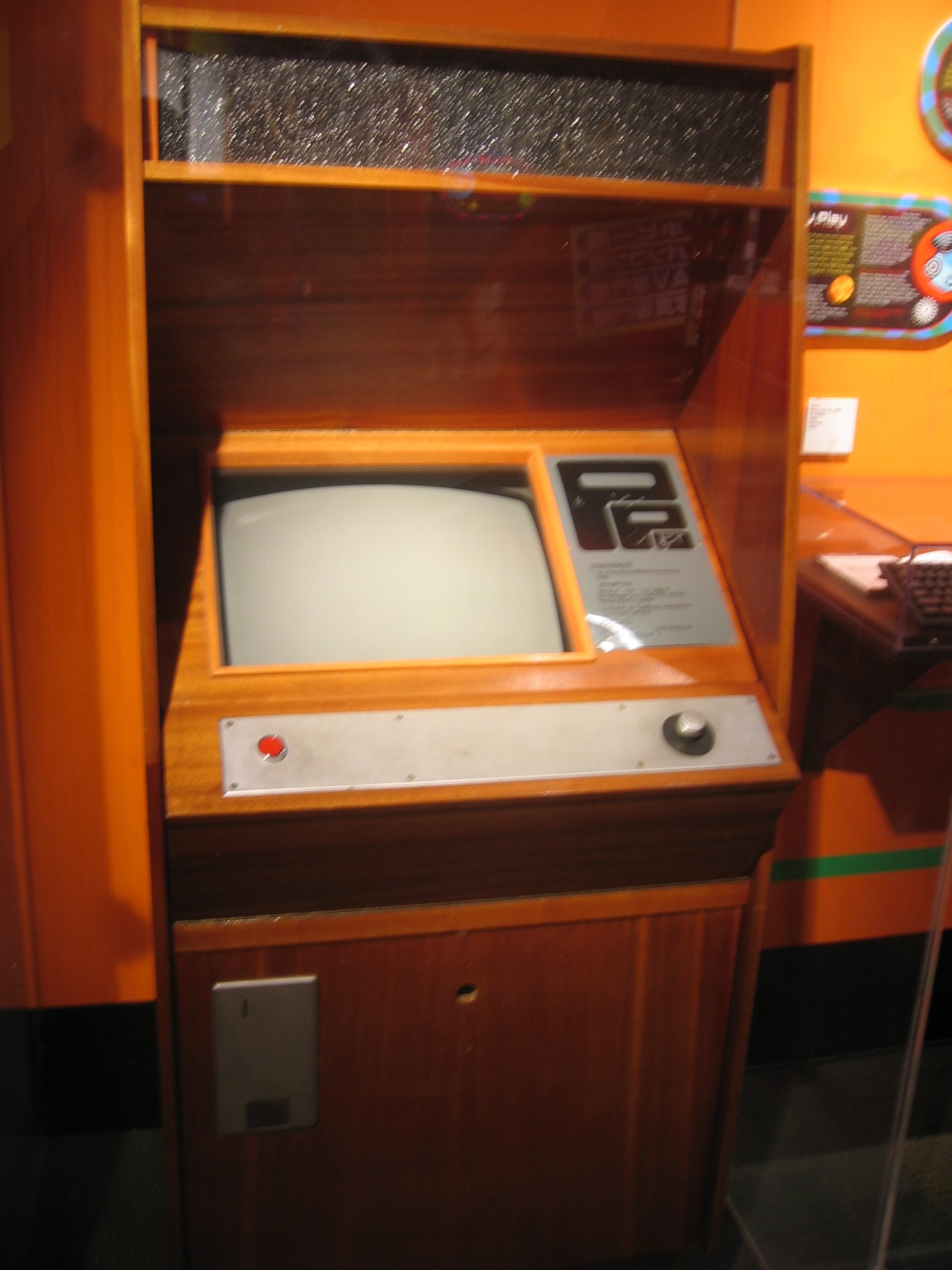
Poly-Play ESC2
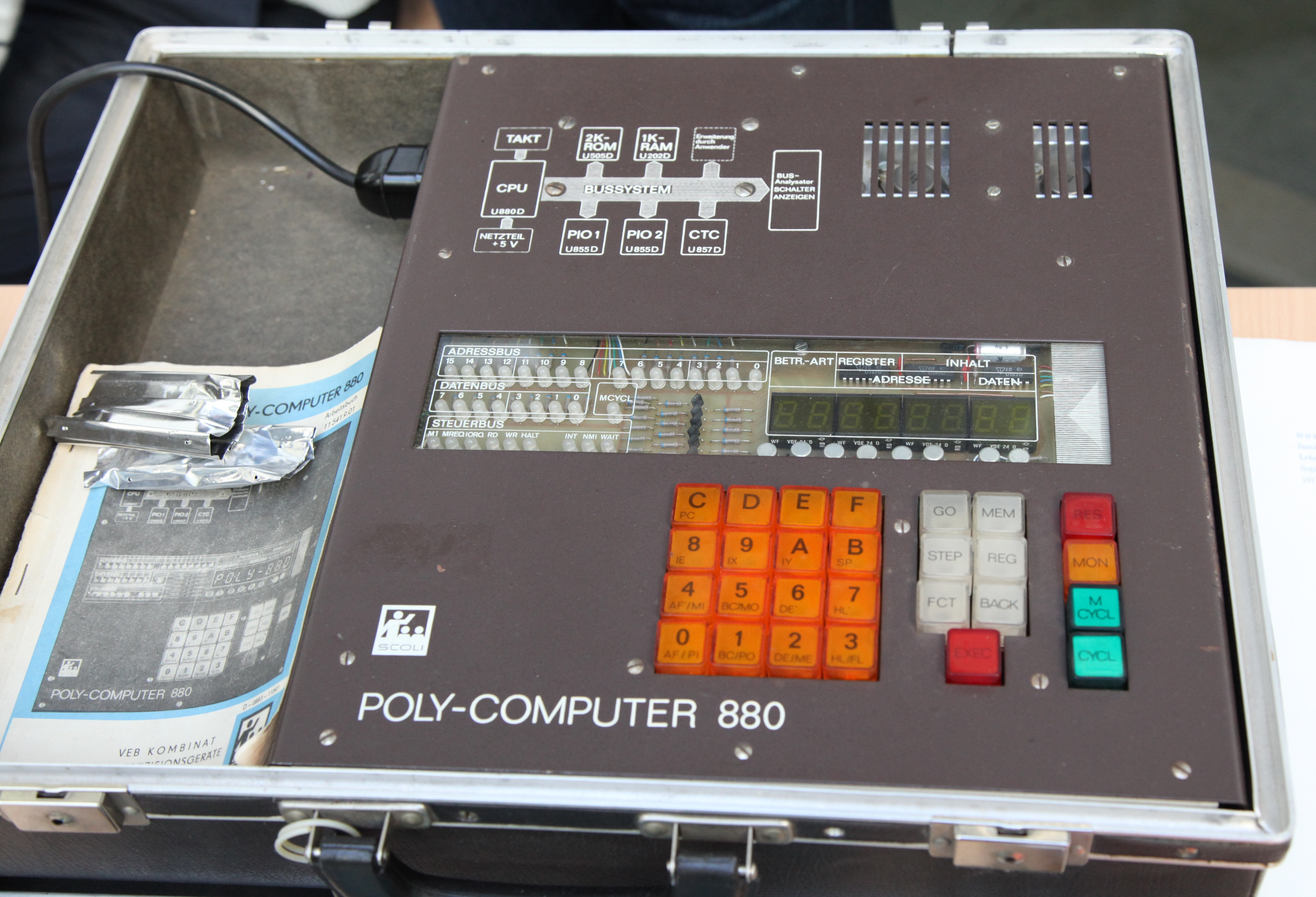
Polycomputer 880